# Существование (Секретные материалы)
«Существование» (англ. «Existence») — 21-й эпизод 8-го сезона сериала «Секретные материалы». Премьера состоялась 13 мая 2001 года на телеканале FOX. Эпизод позволяет более подробно раскрыть так называемую «мифологию сериала», заданную в пилотной серии.
Режиссёр — Ким Мэннэрс, автор сценария — Крис Картер, приглашённые звёзды — Митч Пиледжи, Аннабет Гиш, Николас Леа, Адам Болдуин, Закари Энсли, Дейл Дикки, Кирк Б. Р. Уоллер, Джеймс Пикенс-мл., Том Брэйдвуд, Дин Хэглунд, Брюс Харвуд, Фрэнсис Фишер, Шелли Мэк, Синтия Шейдикс, Джерри Шибан, Том Мартин, Остин Тишнор и Джерри Шибан.
В США серия получила рейтинг домохозяйств Нильсена, равный 8,4, который означает, что в день выхода серию посмотрели 14 миллионов человек.
Главные герои серии — агенты ФБР Джон Доггетт (Роберт Патрик) и Дана Скалли (Джиллиан Андерсон), а также бывший агент ФБР Фокс Малдер (Дэвид Духовны), расследующие сложно поддающиеся научному объяснению преступления, называемые «Секретными материалами».

## Сюжет
В этом эпизоде, продолжая предыдущий, появляется новый тип пришельца, так называемый «Суперсолдат», запрограммированный на уничтожение следов инопланетного вмешательства на Земле. Малдер, Доггетт, Скиннер и Алекс Крайчек помогают агенту Скалли вместе с агентом Моникой Рейс сбежать от Билли Майлса в отдаленный город. Вскоре Скиннер убивает Крайчека, а Скалли в окружении суперсолдат рожает с виду нормального ребенка. Без объяснения инопланетяне покидают местность, когда прибывает Малдер.